# Chu trình Alanine

Sơ đồ về chu trình Cori và chu trình Alanine.

Chu trình Alanine là một chu trình trao đổi chất diễn ra trong cơ thể động vật. Nó khá giống với chu trình Cori. Cụ thể là trong điều kiện kỵ khí (thiếu ôxi) cơ không chỉ tạo ra axit lactic mà còn tạo ra alanine. Alanine được đưa sang gan để chuyển hóa thành glucose.
Hiệu suất của chu trình Alanine có phần sút kém hơn so với chu trình Cori, nguyên do là một phần năng lượng do chu trình alanine sản sinh ra được dùng trong công đoạn sản sinh urê. Tức là, việc loại bỏ urê tiêu tốn năng lượng vì vật số ATP nhìn chung được sản sinh từ chu trình Alanine thấp hơn so với chu trình Cori. Tuy nhiên, trái với chu trình Cori, NADH trong chu trình Alanine được bảo tồn vì chu trình không sản sinh ra axit lactic, điều này giúp cho NADH có thể được oxy hóa trong chuỗi chuyển điện tử. Chu trình Alanine yêu cầu sự hiện diện của enzyme alanine aminotransferase, vốn chỉ tồn tại trong các cơ quan như cơ, gan hay ruột. Vì vậy, chu trình Alanine chỉ được thực thi thay cho chu trình Cori dưới sự hiện diện của enzyme này và khi cơ thể phát sinh nhu cầu chuyển ammonia đến gan.
Chu trình Alanine cũng có các chức năng sau: 
- Phục hồi mạch cacbon giữa gan và cơ
- Vận chuyển NH4+ đến cơ và từ đó NH4+ được chuyển hóa thành urê.